# Inga Gill
Inga Gill (Stoccolma, 2 maggio 1925 – Stoccolma, 18 ottobre 2000) è stata un'attrice svedese.
È nota per aver partecipato, fra gli altri, a sei film di Ingmar Bergman, fra cui Il settimo sigillo (1957) e Sussurri e grida (1972) e a due film di Alf Sjöberg, La notte del piacere (1951) e Angeli alla sbarra (1960).
Era sposata con l'attore Karl-Arne Holmsten.

## Filmografia parziale
- Det är min modell, regia di Gustaf Molander (1946)
- La furia del peccato (Kvinna utan ansikte), regia di Gustaf Molander (1947)
- Lars Hård, regia di Hampe Faustman (1948)
- Sete (Törst), regia di Ingmar Bergman (1949)
- La notte del piacere (Fröken Julie), regia di Alf Sjöberg (1951)
- Vi tre debutera, regia di Hasse Ekman (1953)
- Hästhandlarens flickor, regia di Egil Holmsen (1954)
- Farlig frihet, regia di Arne Ragneborn (1954)
- Mord, lilla vän, regia di Stig Olin (1955)
- Sogni di donna (Kvinnodröm), regia di Ingmar Bergman (1955)
- Il settimo sigillo (Det sjunde inseglet), regia di Ingmar Bergman (1957)
- Alle soglie della vita (Nära livet), regia di Ingmar Bergman (1958)
- Angeli alla sbarra (Domaren), regia di Alf Sjöberg (1960)
- L'occhio del diavolo (Djävulens öga), regia di Ingmar Bergman (1960)
- Kattorna, regia di Henning Carlsen (1965)
- Sussurri e grida (Viskningar och rop), regia di Ingmar Bergman (1972)